# Plaza de la Merced (Segovia)
La plaza de la Merced es un espacio público de la ciudad española de Segovia.

## Descripción
La plaza, que además del título actual ha tenido también otros que honraban a los monarcas Isabel II y Alfonso XII, tiene entrada por las calles de Daoiz, de la Almuzara y del Marqués del Arco. Aparece descrita en Las calles de Segovia (1918) de Mariano Sáez y Romero con las siguientes palabras:

Alfonso XII (Plazuela de).—Entrada por la calle de Daoíz y salida por la de la Almuzara. Se llama así desde hace unos cuarentea años, en homenaje al Rey D. Alfonso cuando la restauración borbónica. [...] Anteriormente se llamaba la Plazuela de La Merced, por hallarse en su centro el convento de Nuestra Señora de la Merced, fundado en Guadalajara y trasladado en 1367 a Segovia. Le instituyó D.ª Elvira Martínez, piadosa señora madre de fray Pedro Fernández Pecha, fundador de la Orden de San Jerónimo y de Alonso Fernández Pecha, Obispo que fué de Jaén. Fué derribado el convento para ensanche de aquel sitio en el primer tercio del siglo pasado. Era su arquitectura gótica y en su capilla mayor, costeada por D. Diego Arias, estaban enterrados los Condes de Puñonrostro. En el centro de esta plazuela existe ahora un bonito jardín que hermosea aquellos tranquilos lugares. En la rinconada occidental de la plazuela está situada la iglesia de San Andrés, pequeña, pero muy cuidada, de buen estilo románico. [...] Existió en esta plazuela la sinagoga menor de los judíos o de la Almuzara. En esta plazuela se halla la casa que pertenecía al Cabildo y ocupaba el Deán como primera dignidad de la Catedral y qeu como otras muchas, que también habitaban diversos canónigos, han sido vendidas a particulares. Contigua a esta casa, en la línea de la calle de Daoíz, está la mansión señorial que fué del Conde de Puñonrostro, magnate que desempeñó altos cargos de la política y el ejército y descendiente de la antigua estirpe de los Arias Dávila. La casa tiene una capilla dedicada a San Antonio y antes estaba allí el Hospital de Peregrinos, fundado en 10 de noviembre de 1461. También está en esta plazuela la casa que habitó don Vicente Rubio, periodista segoviano, muerto en Madrid en 1911 y que estuvo casado con la viuda del antiguo impresor D. Juan de Alba. [...] En la plazuela está la casa del médico D. Jorge Calvo, que figuró en la política conservadora en la época republicada y de Alfonso XII, y también vivió en otra casa de este paraje D. Martín García, muy conocido hace ya algunos años en Segovia por su ostentación y trato comunicativo y popular.
(Sáez y Romero, 1918, pp. 4-6)